# Aduo
Aduo (kinesiska: 阿多, 阿多乡) är en socken i Kina. Den ligger i provinsen Qinghai, i den nordvästra delen av landet, omkring 740 kilometer sydväst om provinshuvudstaden Xining. Antalet invånare är 4 804. Befolkningen består av 2 422 kvinnor och 2 382 män. Barn under 15 år utgör 39 %, vuxna 15-64 år 54 %, och äldre över 65 år 5,0 %.
Trakten runt Aduo är nära nog obefolkad, med mindre än två invånare per kvadratkilometer. Aduo är det största samhället i trakten. Trakten runt Aduo består i huvudsak av gräsmarker.
Genomsnittlig årsnederbörd är 694 millimeter. Den regnigaste månaden är juni, med i genomsnitt 156 mm nederbörd, och den torraste är november, med 3 mm nederbörd.